# Hiéron II
Pour les articles homonymes, voir Hiéron.

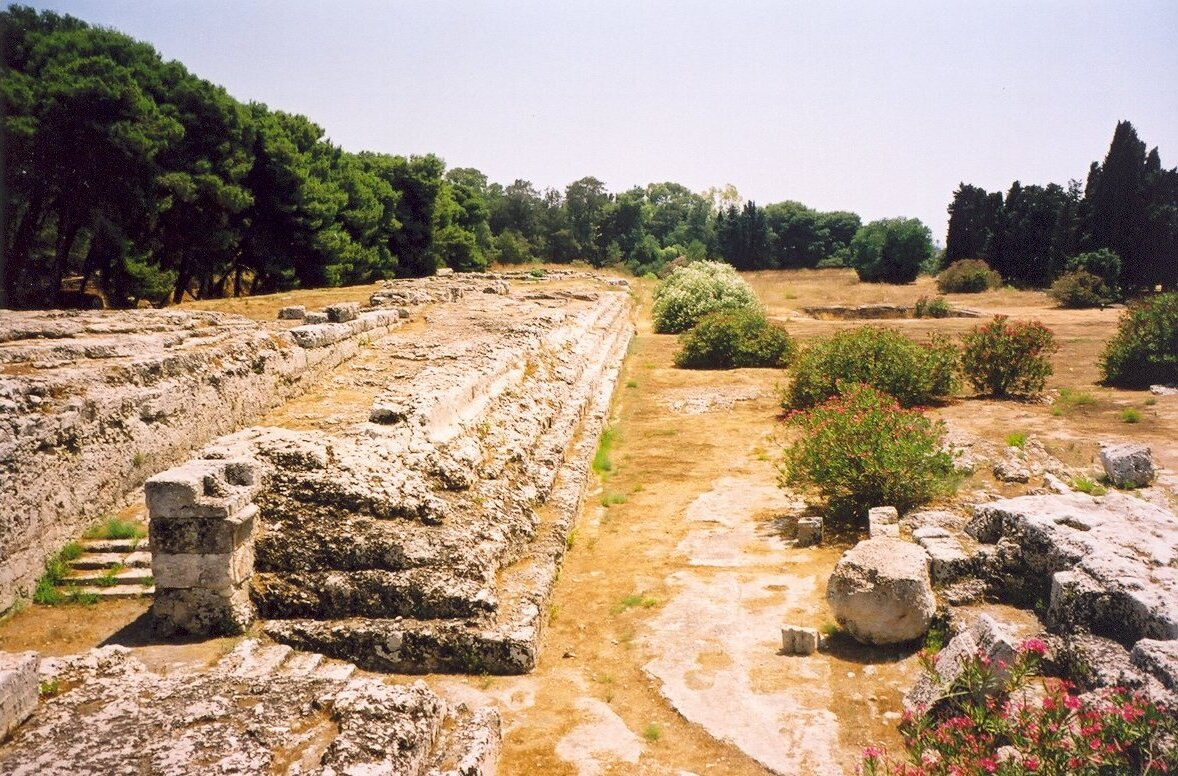
Vestiges du monument mortuaire de Hiéron II à Syracuse.

Hiéron II (Ἱέρων, né en 308 av. J.-C. à Syracuse et mort en 215 av. J.-C. dans la même ville) est tyran de Syracuse entre 270 av. J.-C. et 215 av. J.-C.

## Biographie

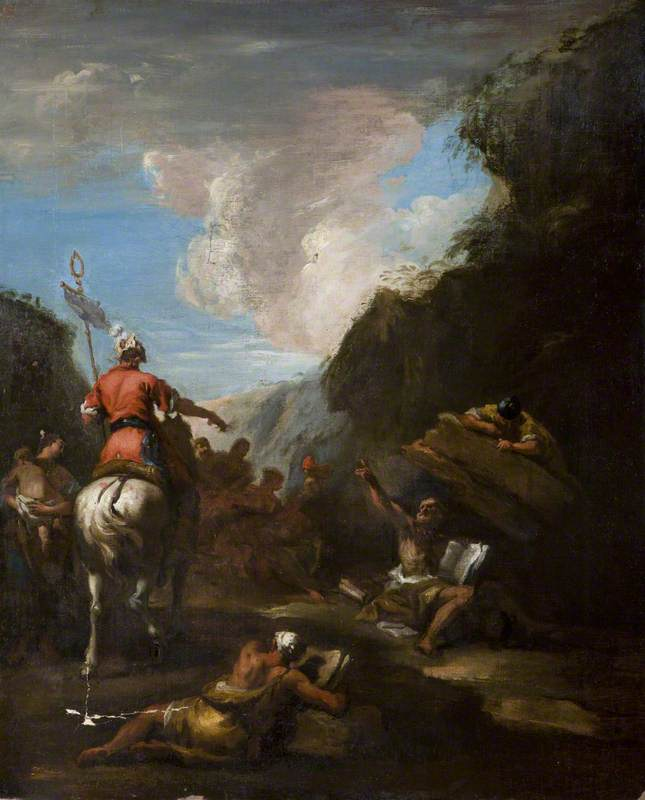
Le roi Hiéron de Syracuse demande à Archimède
de fortifier la ville
Sebastiano Ricci, 1720
National Gallery of Ireland, Dublin.

Hiéron II instaure son autorité en mettant en déroute les Mamertins, des brigands d’origine italique qui se sont emparés de Messine. Il reçoit le titre de roi.
D'abord adversaire de Rome aux côtés de Carthage pendant la première guerre punique, il est défait en 264 av. J.-C., et doit se soumettre aux Romains. Il leur verse un tribut de 263 av. J.-C. à 248 av. J.-C. et fournit du grain et des armes, mais pas de soldats, à Rome dans sa lutte contre Carthage que Hiéron soutient contre la révolte des Numides.
Alors que la Sicile est appauvrie par les combats de la première guerre punique, Syracuse profite de la paix négociée pour prospérer. Preuve de la grandeur de la cité, Hiéron II fait construire par Archimède et Archias un gigantesque navire de 120 mètres de long, le Syracusia, qu'il envoie rempli de vivres à Alexandrie en Égypte ptolémaïque.
En plus d’être un soldat courageux, Hiéron II est un lettré qui compose des livres d’agronomie. Il administre son royaume comme un souverain hellénistique, autocrate conseillé par Archimède. Il emprunte aux Lagides les principales dispositions de la lex Hieronica, qui organise la perception de l’impôt foncier sur les paysans royaux, limite le profit des fermiers généraux et taxe le commerce portuaire. Il entretient une flotte puissante et fait perfectionner les fortifications du château d'Euryale, sans doute avec l’aide d’Archimède. Le commerce et l’industrie d’art sont florissants. Hiéron II intervient même en Orient pour secourir l’Égypte affamée et Rhodes détruite par un séisme.
Il fait ériger un autel consacré à Zeus, long de 180 mètres, pour y sacrifier jusqu'à 450 taureaux par jour[réf. nécessaire].
Durant la deuxième guerre punique (218 av. J.-C. à 202 av. J.-C.), Hiéron II continue de soutenir Rome, en vertu du traité conclu après la première guerre punique. Il l'aide notamment par l'envoi de renforts, lorsque celle-ci subit sa deuxième défaite face à Hannibal à la bataille de Trébie en 217 av. J.-C.. Il envoie du blé aux Romains, ainsi que 500 archers crétois et 1 000 peltastes. Il renouvelle plusieurs fois son soutien à Rome pendant plusieurs années. Mais Rome, affaiblie par la défaite de Cannes, ne peut soutenir son allié dans la défense des côtes siciliennes. Le fils du roi, Gélon, tente alors de soulever le peuple, plus favorable à Carthage.
Hiéron meurt en 215 av. J.-C., et c'est son petit-fils Hiéronyme qui lui succède. Celui-ci rompt les relations diplomatiques avec Rome, ce qui déclenche le siège de Syracuse en 212 av. J.-C., et l'annexion du royaume de Syracuse par les Romains.

## Famille
Par son père, Hierokles, un notable Syracusain, il est un descendant de Gélon I, tyran de Syracuse. Son épouse, Philistis, est la fille de Leptines, un notable Syracusain, descendant de l'historien Philistos et du général Leptines.
- Hiéron II, roi de Syracuse (269-215) avait épousé Philistis[11], fille de Leptines dont il a pour enfants :
  - Gélon II, co-roi de Syracuse (240-216), époux de Néréis, fille aînée de Pyrrhus II roi d'Épire dont il a :
    - Hiéronyme, roi de Syracuse (215-214),
    - Harmonie, épouse de Themistos, tués en 214,

  - Damarate, épouse d'Adranodoros, tués en 214,
  - Héraclée, tuée en 214, épouse de Zoippos, exilé en Égypte, dont elle a :
    - deux filles, tuées en 214.